# Ессей (озеро)
Ессей (устар. Жесейское) — крупное пресное озеро в Красноярском крае. Расположено за Полярным кругом в бассейне реки Котуй на севере Эвенкийского района. Площадь поверхности — 238 км². Площадь водосборного бассейна — 1544 км². На берегу озера расположен одноимённый посёлок.

## География
Озеро Ессей находится в западной части Ессейской котловины. Высота над уровнем моря — 266 м. Берега сильно изрезаны заливами и бухтами. В озеро впадает пять рек длиной более 10 км (Мырла, Буордах, Сордонгнох, Сигмоян и Константин-Сиенэ) и вытекает одна — Сикасян, левый приток Котуя. Северный, северо-западный и южный берега Ессея заболочены, восточный порос лиственничной тайгой. С юго-западной стороны к озеру примыкает хребет Сордонгнох-Сисе. Водная поверхность покрыта льдом с октября по июнь.
Озеро богато рыбой, а в его окрестностях обитают дикие олени, медведи, лисы.

## История
Впервые название озера встречается на карте, изданной Академией наук в 1745 году, где оно названо «Езель». В дальнейшем, в различной литературе название видоизменялось от «Евсеевского» до «Жессей». В XVII веке окрестности озера были заселены тунгусским племенем Ваняды, которое исчезло из этих мест в XVIII веке. После этого на берегу Ессея появились якутские переселенцы, бежавшие от высоких денежных податей из бассейна Вилюя и Оленька. Позднее они стали называться ессейскими якутами.
По преданиям местных жителей, возле устья Сикэй Сээн озеро имеет второе дно.